# Pierre-Octave Ferroud
Pierre-Octave Ferroud (født 6. januar 1900 i Chasselay, Rhône, død 17. august 1936 i Debrecen, Ungarn) var en fransk komponist.
I 1923 rejste Ferroud til Paris, hvor han senere i 1932 dannede kammerensemblet Triton sammen med Henry Barraud, Jean Rivier og Emmanuel Bondeville.
Ferroud studerede under Guy Ropartz. han har skrevet en symfoni i A dur, orkesterværker og serenader, sarabander og sonater for forskellige instrumenter.
Han omkom ved en trafikulykke i Debrecen i Ungarn i 1936. 

## Udvalgte værker
- Symfoni i A (1930) - for orkester
- Serenade for klaver og orkester
- Serenade  for orkester
- Sarabande (1920-1926) - for orkester
- Sarabande (1920) - for klaver
- "Tabeller" (1931) - for orkester
- Sonate (1929) - for violin og klaver
- Sonate (1930) - for cello og klaver
- "Monte-Carlo" (1928) -  for orkester
- "Kirugi"(1930) - for orkester
- "Hjertelig Andante"  for orkester